# 대전통편

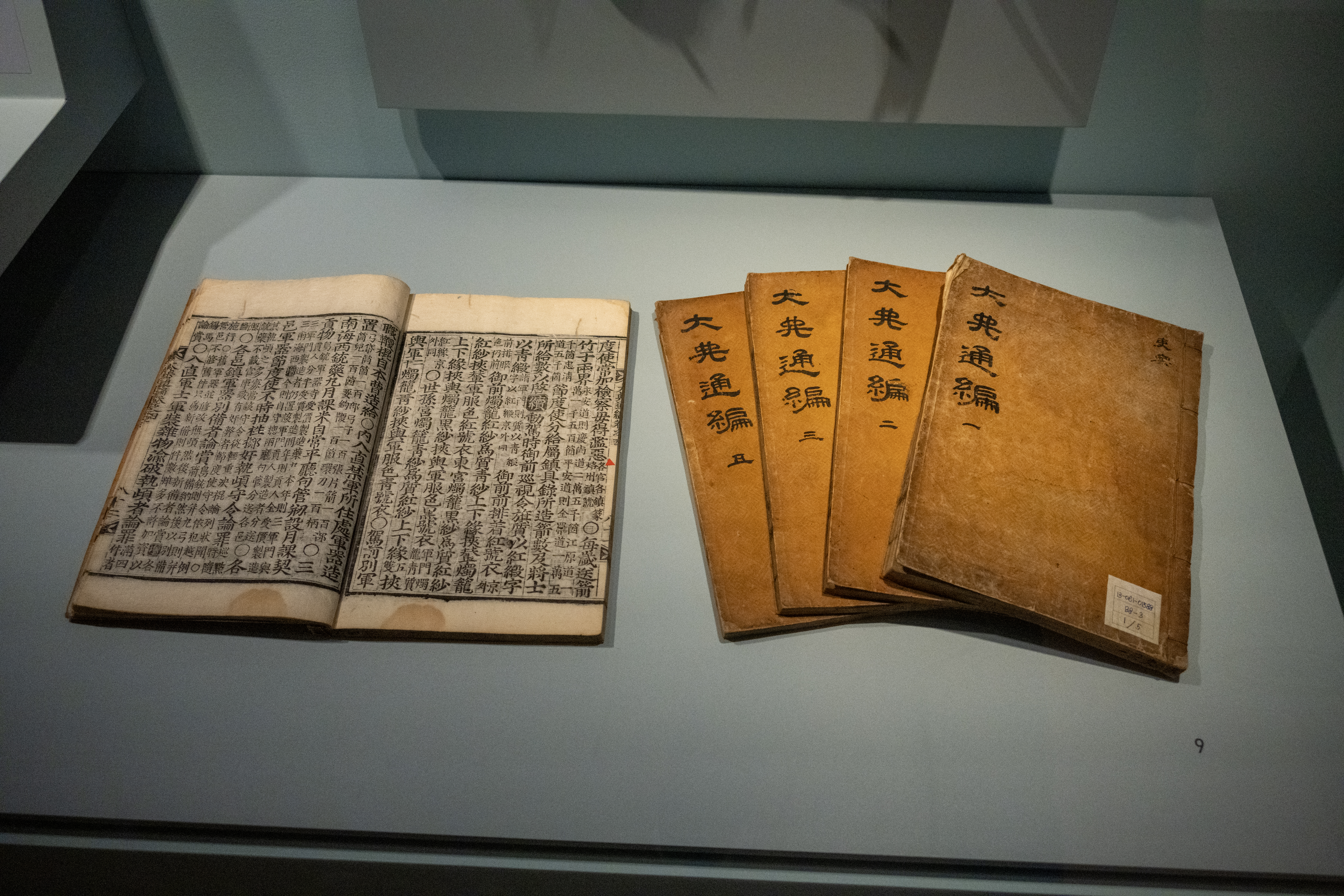
조선 후기의 법전인 《대전통편》

《대전통편》(大典通編)은 《경국대전》과 《속대전》 및 그 이후에 임금이 내린 교명과 현행 법령을 증보하여 편찬한 조선의 법전으로, 현존하는 책은 6권 5책으로 된 인쇄본. 목판본. 장서각도서이다.《경국대전》의 예에 따라 서술하고, 경국대전의 본문에는 원(原), 속대전의 본문에는 속(續), 새로 증보한 것에는 증(增) 자를 음각(陰刻)해 넣어 서로 구별하였다.
1785년(정조 9) 《경국대전》·《속대전》 및 그 뒤의 법령을 통합하여 김치인 등이 왕명에 따라 편찬한 통일법전. 1784년 찬집청을 설치하여 김노진 등이 편찬하여 1786년부터 시행되었다.

## 편찬/발간 경위
조선시대 법전은 《경국대전》·《속대전》 두 책으로 되었으나, 그 밖에도 《오례의》(五禮儀) 등 법전과 같은 효력이 있는 전서들이 나뉘어 있어 법제 운용에 불편이 많았다.
1781년 2월 당시의 법전을 통합하기로 결정하고, 1784년 찬집청을 설치하였다. 이어서 김노진(金魯鎭)·엄숙(嚴璹)·정창순(鄭昌順)을 찬집당상(纂輯堂上), 이가환(李家煥)을 찬집낭청(纂輯郎廳)으로 임명, 편찬에 착수하였다.
찬집당상들은 업무를 분담하고 각자의 작업분을 대신들과 상의해 초고를 완성한 뒤, 각 전(典)별로 모두 정조의 결재를 거쳤다.
정조는 이를 다시 전임과 현임의 대신들에게 재검토하게 하였다. 또, 각 전마다 당해 판서에게 축조 교정(逐條校正)하도록 하였다. 이 일의 총재(總裁)로는 일찍이 《속대전》 편찬을 주관한 김재로(金在魯)의 아들 김치인(金致仁)을 임명하였다.
교정 실무자로 이가환·신대계(申大季)를 임명해 교정을 마친 뒤, 이복원(李福源)의 서문, 김치인의 전문(箋文)을 첨부하였다.
1785년 6월 15일 목판본 인쇄에 들어가 그 해 9월 6일 220부의 인쇄를 마쳤다. 이 때 감인관(監印官)으로는 정창성(鄭昌聖)·이가환·이덕무(李德懋)·유득공(柳得恭)·박제가(朴齊家) 등 규장각검서관들이 맡았다. 또한, 지방 관아에 보낼 것은 각 감영에서 별도로 번각(翻刻), 배포하도록 하여 1786년 1월 1일부터 시행되었다.

## 내용
6전(六典)의 조문은 《경국대전》을 맨 앞에, 《속대전》을 그 다음에, 그리고 그 뒤의 법령 순으로 수록하고 각각 ‘원(原)’·‘속(續)’·‘증(增)’자로 표시하였다. 또한 종래 횡조로 되었던 것을 모두 종조로 바꾸었다.
특히, 조종성헌존중(祖宗成憲尊重)의 대 원칙에 따라 《경국대전》이나 《속대전》의 조문 중에서 공식적으로 폐지된 조문은 ‘금폐(今廢)’라고 표시하였다.
그리고 숫자나 명칭이 뒤바뀌거나 오류가 명백한 것만 바로잡는 것 외에 《경국대전》과 《속대전》의 조문은 그대로 수록하였다.
《대전통편》에는 이전(吏典) 212개조, 호전(戶典) 73개조, 예전(禮典) 101개조, 병전(兵典) 265개조, 형전(刑典) 60개조, 공전(工典) 12개조 등 도합 723개 조문이 그 전의 법전에 추가되었다.
《대전통편》의 편찬으로 《경국대전》 이후 300년만에 새로운 통일 법전이 이룩되었다. 1865년(고종 2) 9월의 조선시대 최후의 법전인 《대전회통》은 《대전통편》을 약간 증보한 것에 지나지 않았다.

## 참고 문헌
- 《정조실록》
- 《순조실록》

## 같이 보기
- 경국대전
- 속대전
- 대전회통